# 白加士街

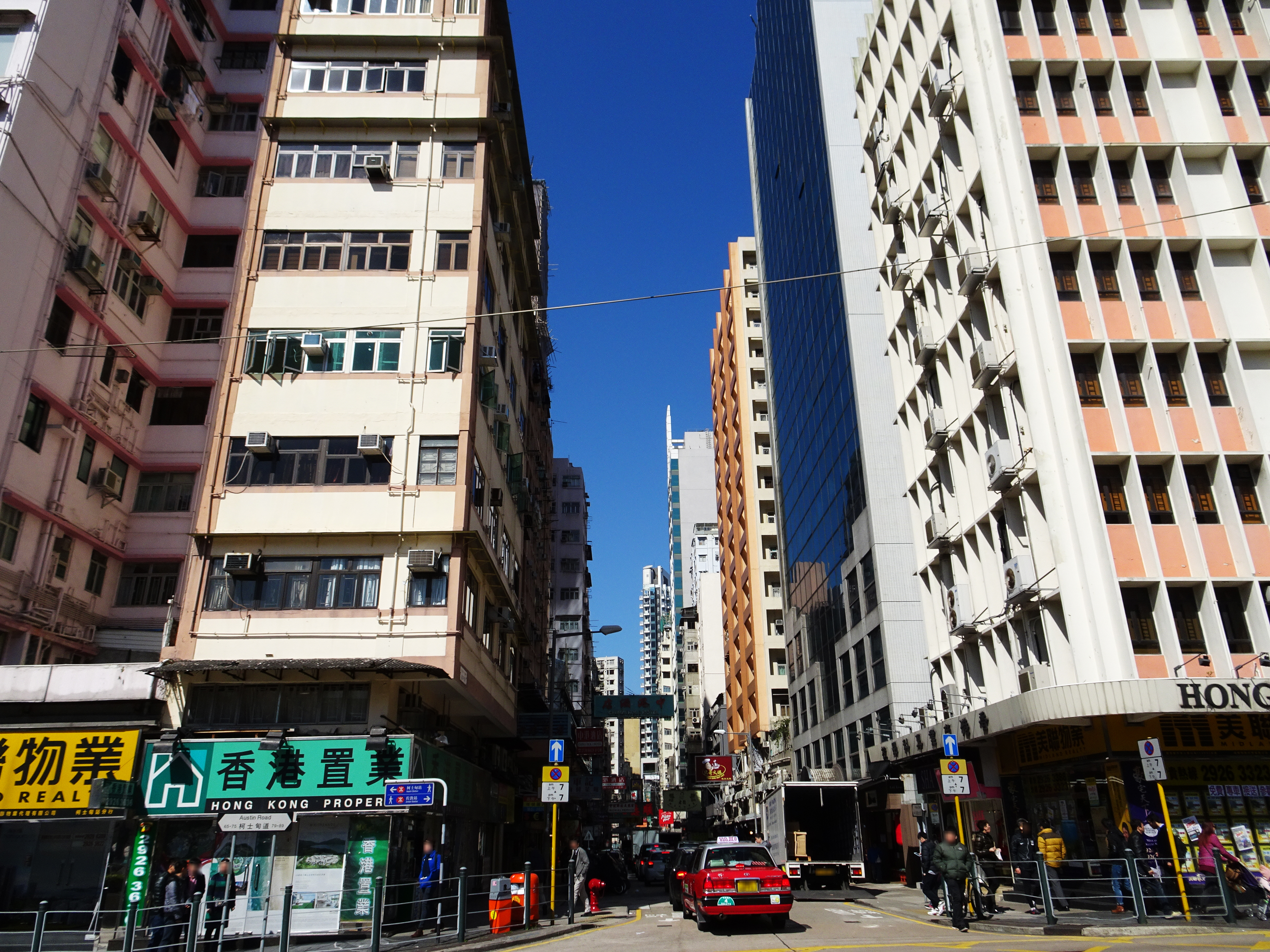
白加士街南端近柯士甸道

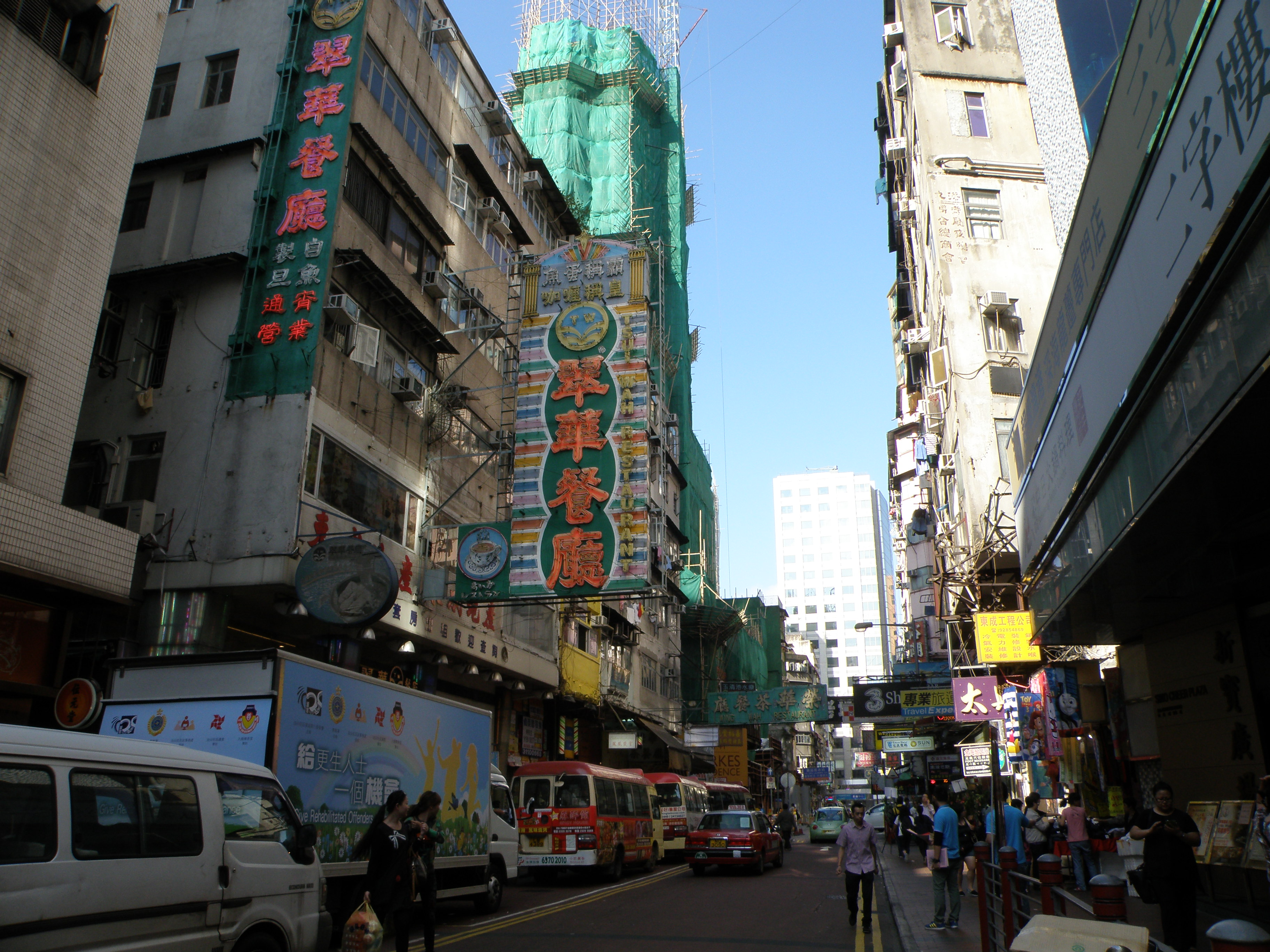
白加士街近佐敦道

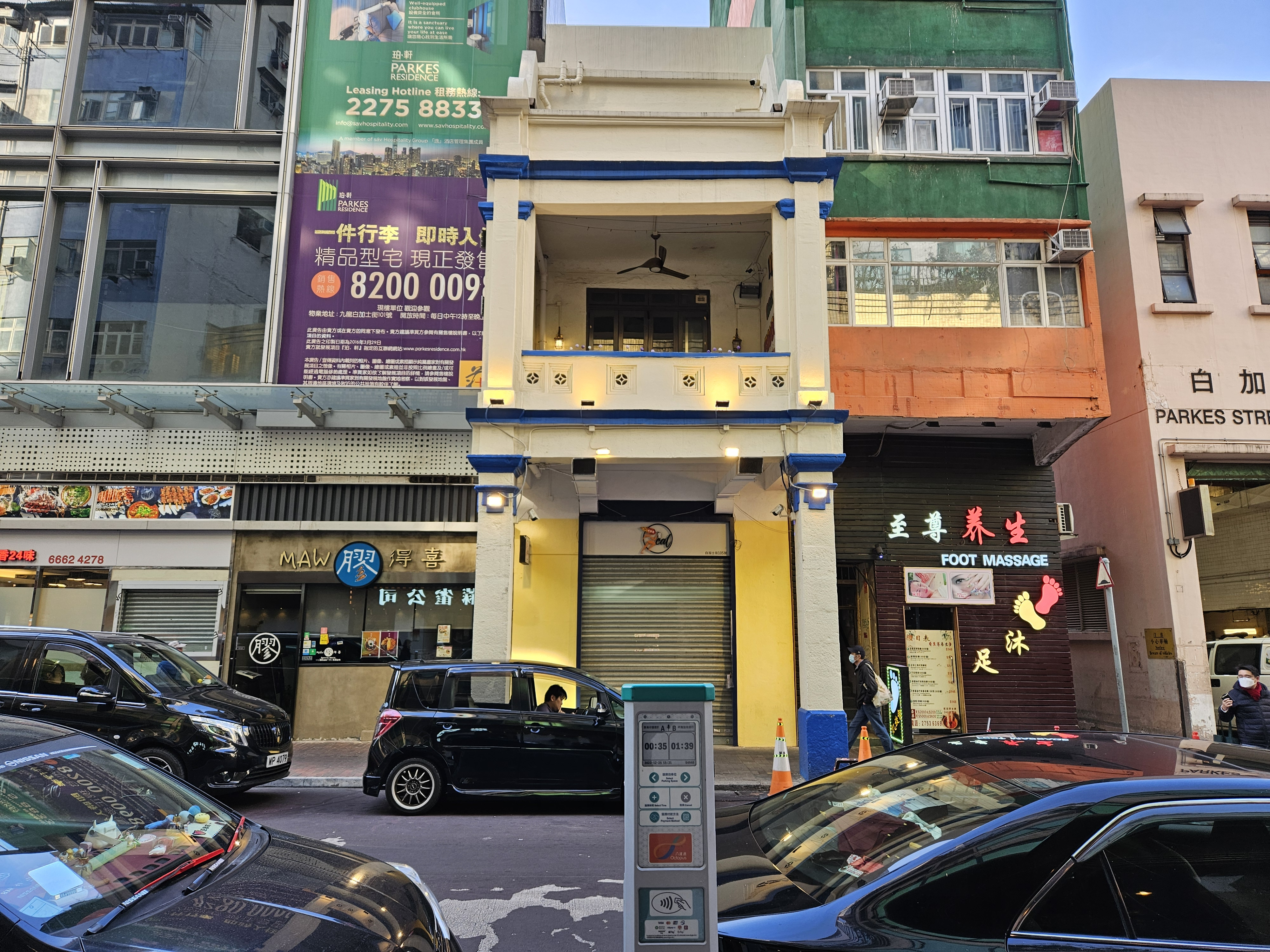
白加士街105號

白加士街（英語：Parkes Street），是香港一條街道，位於九龍佐敦，南北走向行車平垣馬路，北部由西貢街東端宏利公積金大廈、永安百貨、彌敦道行人隧道，向南至柯士甸道近尖沙咀警署止。白加士街行車由南至北單向，中段由一條大馬路佐敦道分開兩段，行車不可互通。
白加士街是次於東毗鄰彌敦道的油尖旺區內街道，又與西鄰的吳松街、廟街、官涌街、炮台街、新填地街等同類，兩旁都是3層至不過15層的多層住宅樓宇，1960年左右的為上樓梯唐樓，近年的為設置升降機的單幢大廈。而地下一層多為街鋪，人流不少。

## 命名
白加士街的命名旨在紀念十九世紀英國外交家哈里‧巴夏禮爵士（Sir Harry Smith Parkes）。巴夏禮一度為第一任香港總督砵甸乍的中文翻譯。在英法聯軍之役，巴夏禮為「亞羅號事件」的重要人物。於1860年的通州，巴夏禮更被清廷所俘虜，後來得以獲釋。

## 沿經街道
- 寶靈街
- 南京街
- 寧波街

## 霓虹招牌
2018年1月，佐敦白加士街的麥文記麵家在 Facebook 表示，因收到屋宇署的通知信指店外已有60年歷史的燈箱招牌和外牆的光管招牌均是違例，要在1月底清拆。同街已有不少店的外牆搭了棚架，把招牌拆下。麥文記發言人指早前程曾聯絡M+博物館，希望對方能夠把招牌收入館藏，但M+指招牌過長未能收藏。
2020年8月15日，新成立的非政府保育組織「霓虹交滙」（Tetra Neon Exchange）成功移除翠華餐廳的巨型霓虹招牌（8.5米 x 4.5米），為該組織首個大型項目。是次工程完整保留了整個招牌，歷時近半天，亦刻意在降落到地面的過程時維持招牌亮着的狀態。

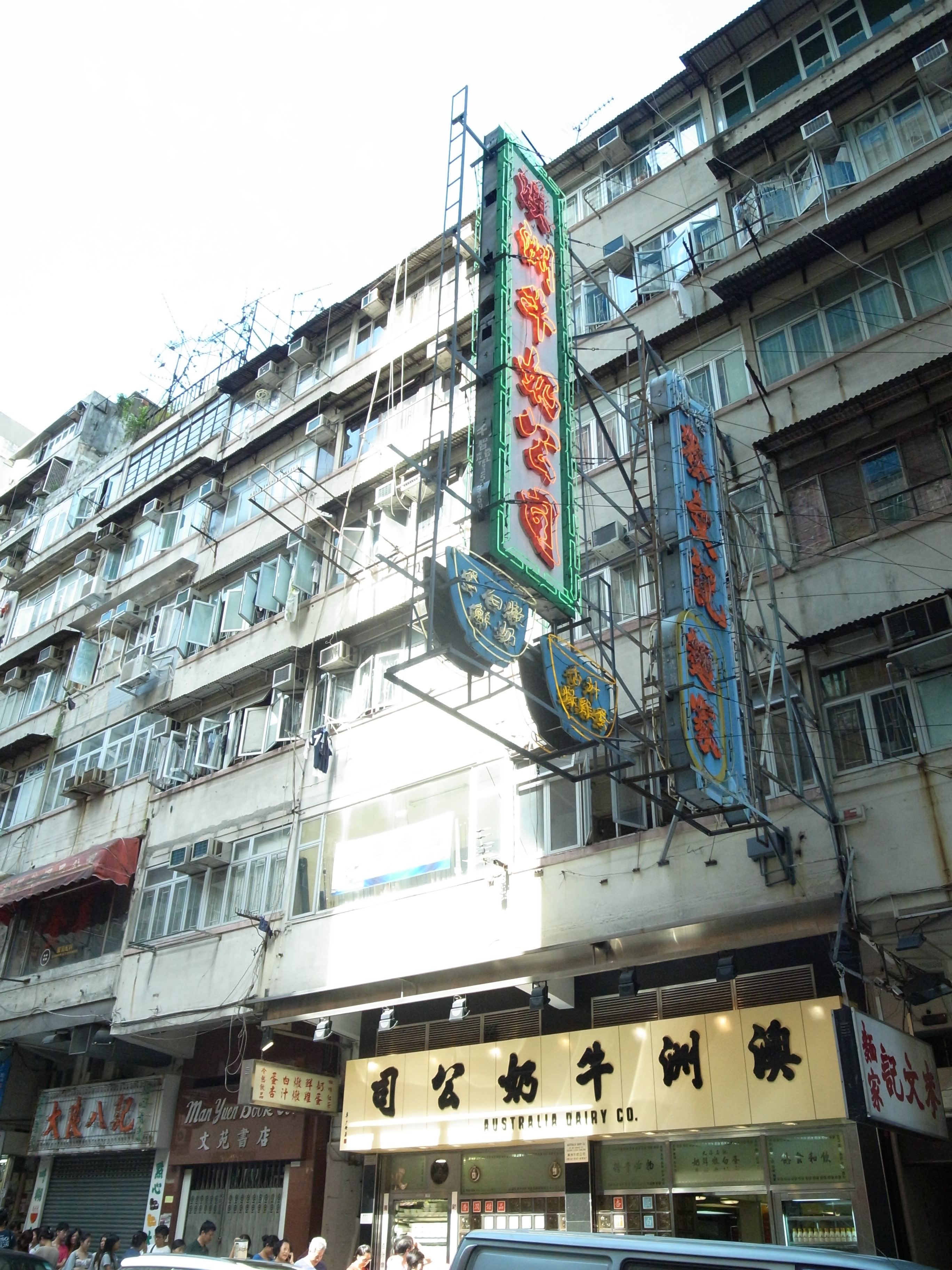
澳洲牛奶公司及麥文記麵家
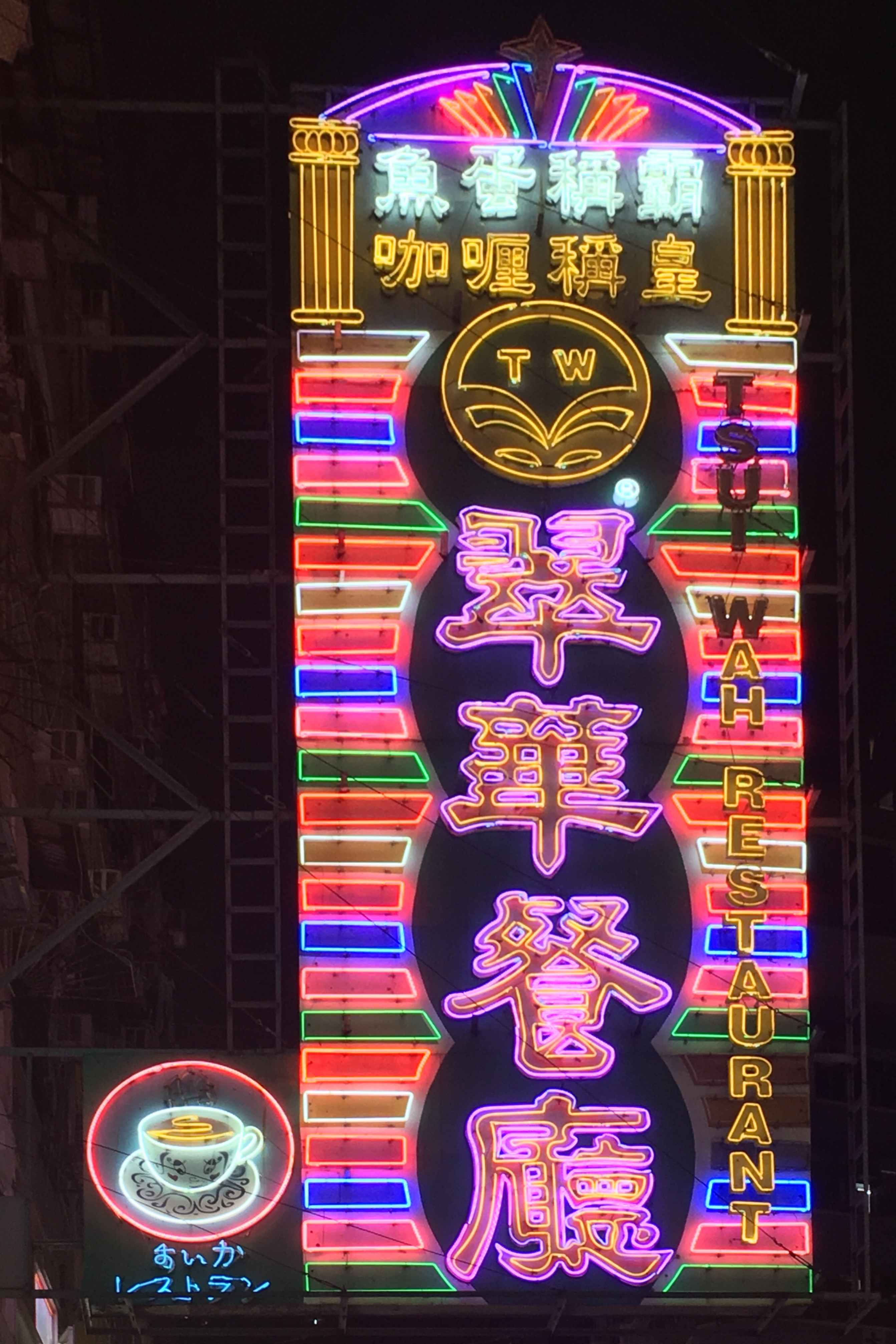
翠華餐廳

## 相關
- 前華盛頓戲院
- 澳洲牛奶公司

## 外部連結
维基共享资源上的相關多媒體資源：白加士街